# NGC 4266
NGC 4266 este o galaxie activă situată în constelația Fecioara. A fost descoperită în 26 mai 1864 de către Albert Marth. Se află la o distanță de 16,5 megaparseci de Pământ.